# Erdőkürt
Erdőkürt là một thị trấn thuộc hạt Nógrád, Hungary. Thị trấn này có diện tích 21,72 km², dân số năm 2010 là 569 người, mật độ 26 người/km².